# Jumanji - Benvenuti nella giungla
Jumanji - Benvenuti nella giungla (Jumanji: Welcome to the Jungle) è un film del 2017 diretto da Jake Kasdan.
La pellicola, con protagonisti Dwayne Johnson, Jack Black, Kevin Hart e Karen Gillan, è il sequel del film del 1995 Jumanji, basato sull'omonimo racconto del 1981 di Chris Van Allsburg.

## Trama
1996. Mentre sta facendo jogging sulla spiaggia, un uomo trova a terra il gioco in scatola "Jumanji", dove era finito in precedenza dopo che Alan Parrish e Sarah Whittle, una volta scampati alle sue disavventure, lo avevano buttato in un fiume. Incuriosito, l'uomo decide di portarlo a casa per regalarlo al figlio Alex, che però perde subito ogni interesse dopo aver notato che si tratta di un gioco da tavolo. Durante la notte, per attirare l'attenzione di Alex, il gioco si trasforma in un videogioco e Alex comincia a giocarci, venendo però trascinato al suo interno come tutti coloro che cominciano a giocare a Jumanji.
Vent’anni dopo, nel 2016, quattro ragazzi frequentanti la scuola superiore finiscono in punizione: la bella e vanitosa Bethany Walker per aver usato il cellulare in classe durante una verifica, la timida Martha Kaply per esser stata indisponente verso il coach Webb durante la lezione di ginnastica, mentre il nerd Spencer Gilpin e il suo ex migliore amico, il giocatore di football Anthony “Fridge” Johnson, per aver barato in un compito. La punizione inflitta dal preside consiste nello svuotare la cantina della scuola che dovrà essere trasformata in una nuova aula informatica. Mentre puliscono, Spencer e Anthony trovano, in una vecchia scatola di cose donate all'istituto, il videogioco Jumanji. I quattro ragazzi cominciano a giocarci e ognuno sceglie un personaggio, ma notano che uno di questi (Jefferson “Idrovolante” McDounough) non è disponibile. Dopo aver scelto il rispettivo personaggio, i ragazzi vengono risucchiati nel videogioco.
Arrivati nella giungla, i quattro scoprono di aver cambiato il loro corpo con quello dell'avatar prescelto: Spencer è diventato il muscoloso archeologo dott. Smolder Bravestone, Martha è la spietata e bellissima killer Ruby Roundhouse, Bethany è il cartografo di mezza età prof. Sheldon “Shelly” Oberon e Anthony è il basso zoologo Franklin “Topo” Finbar. Ognuno dei quattro ragazzi possiede un tatuaggio sul braccio formato da tre linee nere. Bethany, curiosa di vedere il suo aspetto, si sporge sul fiume e va nel panico appena realizza di essere diventata un uomo di mezza età e in sovrappeso. Improvvisamente Bethany viene mangiata da un ippopotamo: il suo personaggio sparisce per poi ricomparire immediatamente piovendo dal cielo. Successivamente i ragazzi incontrano Nigel, un PNG (personaggio non giocante) del gioco, che li accoglie sul suo furgone. Nigel consegna loro una gemma rivelando che, tempo fa, lo spietato e crudele Russell Van Pelt la rubò dall'occhio del dio Giaguaro, lasciando Jumanji senza un equilibrio. Una notte, Nigel prese la gemma a Van Pelt e corse via, ma lui scoprì che la gemma era stata rubata, e da allora dà la caccia a Nigel. Quest'ultimo conclude rivelando che la gemma deve essere riposizionata nella statua del Giaguaro: soltanto in questo modo i quattro ragazzi potranno tornare al mondo reale. Prima di salutarli, Nigel consegna anche una mappa che solo Bethany (Sheldon), in quanto cartografo, riesce a leggere. Spencer (dott. Bravestone), toccandosi il pettorale sinistro, scopre di avere accesso al suo upgrade. La stessa cosa fanno gli altri, scoprendo i loro "punti di forza" e di "debolezza". I ragazzi si rendono conto che devono superare tutti i livelli del gioco per tornare a casa. Bethany (Sheldon) nota che nella mappa sta apparendo una scritta: Il potente ruggito. A un certo punto, seguiti da un suono di tamburi, compaiono dei motociclisti armati, mandati da Van Pelt per riprendere la gemma.
Il gruppo viene assalito e durante lo scontro Martha scopre le sue doti da guerriera, ma colpita da un'arma da fuoco si disintegra per poi ritornare. Spencer nota che il tatuaggio di Martha è cambiato: ha due linee anziché tre. I ragazzi capiscono che le linee del tatuaggio rappresentano il numero di vite e che se dovessero perderle tutte potrebbero morire a Jumanji. Il gruppo si dirige verso il Bazar dove dovranno trovare il "pezzo mancante" della mappa. Van Pelt, deluso dal fallimento dei suoi uomini, manda il suo fedele condor a dare la caccia a Spencer e a i suoi amici. Nel frattempo, il gruppo raggiunge una città antica dove incontrano un ragazzo che indica al gruppo come "il pezzo mancante" si trovi all'interno di un cesto sorvegliato da un mamba nero. Con un astuto stratagemma, Finbar (Anthony) riesce a togliere i denti veleniferi al serpente, e così il gruppo recupera dall'interno della cesta una statuetta di un elefante. Il gruppo viene sorvegliato dal condor di Van Pelt e successivamente attaccato dai suoi uomini; i quattro vengono salvati dal pilota Jefferson “Idrovolante” McDounough (Alex), il quinto "avatar" non selezionabile all'inizio della partita, che li fa passare attraverso un passaggio segreto. Jefferson accompagna i 4 ragazzi in una capanna, una volta appartenuta ad Alan Parrish (protagonista del primo film), dove racconta di non essere più riuscito a progredire nel gioco e di avere cessato di provare dato che ormai gli è rimasta solo una vita.
I 4 ragazzi convincono Alex a unirsi a loro e lui li accompagna a una vecchia stazione piena di mezzi di trasporto, e dovranno introdursi all'interno e rubarne uno in modo da potere attraversare il fiume e raggiungere la statua del Giaguaro. Mentre Martha cerca di distrarre i soldati di guardia, Spencer, Anthony e Bethany capiscono che Alex era il ragazzino scomparso 20 anni prima, per via di alcuni termini lessicali da lui usati. Alex rimane confuso dalla brutta notizia, avendo perso la cognizione del tempo pensando di aver trascorso solo qualche mese dentro Jumanji, e cerca di riprendersi. Martha riesce a stendere le guardie e il gruppo entra così nella base da cui ruba un elicottero. Durante il volo Anthony, che aveva la gemma nel suo zaino, la perde; per riuscire a recuperarlo Spencer sacrifica una vita di Anthony. Una volta scesi a terra, Alex viene punto da una zanzara (una delle sue debolezze nel gioco) perdendo così la sua ultima vita; Bethany però tramite la respirazione bocca a bocca riesce a dare una delle sue vite ad Alex, facendolo sopravvivere. Il gruppo raggiunge la statua del dio che è sorvegliata da un branco di giaguari; Spencer cerca di aggirarli arrampicandosi sugli alberi, ma viene spaventato da uno scoiattolo, cade a terra dove viene aggredito dai felini perdendo una vita.
Dopo un attimo di scoraggiamento il gruppo segue le direttive di "Fridge" e, in un'azione coordinata, riesce a intrappolare i giaguari. Martha, Alex e Spencer raggiungono la base della statua, ma vengono fermati da Van Pelt che ha preso in ostaggio Bethany e la minaccia con una pistola intimando Spencer di consegnargli la pietra. Improvvisamente irrompe Anthony in sella a un elefante, salvando Bethany, e dando una possibilità a Spencer di raggiungere la cima della statua, mentre Martha si occupa di recuperare la gemma caduta in un fossato pieno di cobra. Braccata da Van Pelt, Martha si fa volontariamente mordere, perdendo così la sua seconda vita, ma piovendo dal cielo poco dopo e riuscendo quindi a consegnare la gemma a Spencer in cima al monte sul santuario del dio Giaguaro, il quale la riposiziona dell'occhio della statua. Immediatamente l'equilibrio in Jumanji ritorna, Van Pelt muore scomparendo e fa la sua ricomparsa Nigel che, complimentandosi coi giocatori, consente loro di tornare nel mondo reale. Spencer, Martha, Bethany e Anthony ricompaiono nel seminterrato della scuola e, ritornando alle loro case, incontrano un quarantenne Alex che racconta di essere ricomparso nel 1996 e che, sposatosi, ha avuto due figli, di cui una chiamata Bethany, come la ragazza che gli ha salvato la vita. Alla fine, Spencer e Martha capiscono di essere innamorati, e decidono perciò di restare insieme. I 4 ragazzi distruggono insieme il gioco Jumanji con una palla da bowling.

## Personaggi
- Dottor Smolder Bravestone, interpretato da Dwayne Johnson: un archeologo ed esploratore; è l'avatar di Spencer.
- Franklin "Topo" Finbar, interpretato da Kevin Hart: uno zoologo ed esperto di armi; è l'avatar di Fridge.
- Professor Sheldon Oberon, interpretato da Jack Black: un cartografo; è l'avatar di Bethany.
- Ruby Roundhouse, interpretata da Karen Gillan: un'avventuriera; è l'avatar di Martha.
- Jefferson “Idrovolante” McDonough, interpretato da Nick Jonas: un giovane pilota di aerei di Jumanji che è l'avatar di Alex Vreeke.
- Russell Van Pelt, interpretato da Bobby Cannavale: il più cattivo cacciatore di Jumanji, che in passato ha tentato di uccidere Alan Parrish. Antagonista del film. È un uomo spietato e crudele. In questo film è una versione giovanile rispetto al primo film.
- Spencer, interpretato da Alex Wolff: un nerd che scopre il videogioco di Jumanji insieme a Fridge, Martha e Bethany
- Anthony "Fridge" Johnson, interpretato da Ser'Darius Blain: un giocatore di football che scopre il videogioco di Jumanji insieme a Spencer, Martha e Bethany
- Bethany, interpretata da Madison Iseman: la ragazza più carina della scuola, scopre il videogioco di Jumanji insieme a Spencer, Fridge e Martha
- Martha, interpretata da Morgan Turner: una ragazza solitaria che scopre il videogioco di Jumanji insieme a Spencer, Fridge e Bethany.
- Alex Vreeke, interpretato da Mason Guccione: un giocatore adolescente rimasto intrappolato nel videogioco di Jumanji per vent'anni. Colin Hanks interpreta Alex adulto quando appare due decenni dopo.
- Preside Bentley, interpretato da Marc Evan Jackson: preside della scuola
- Maribeth Monroe interpreta un'insegnante.
- Coach Webb, interpretata da Missi Pyle: insegnante di ginnastica della scuola
- Sanju, interpretato da Purab Kohli: il miglior uomo della squadra di Russell Van Pelt
- Nigel, interpretato da Rhys Darby: un PNG (personaggio non giocante) e guida di Jumanji.

## Produzione
Nel luglio 2012 sono cominciate a circolare le prime voci riguardo a un remake in chiave moderna di Jumanji. Nell'agosto 2015 la Sony Pictures ha annunciato ufficialmente l'uscita del film per il 25 dicembre 2016. La data è stata successivamente spostata al 22 dicembre 2017.
Nel gennaio 2016 è stato ufficializzato il regista Jake Kasdan, mentre alcuni mesi dopo il cast composto da Dwayne Johnson, Jack Black, Kevin Hart e Karen Gillan. Le riprese del film sono incominciate nel settembre 2016 a Honolulu.
Il budget del film è stato di 90 milioni di dollari.

## Promozione
Il primo teaser trailer del film viene diffuso il 28 giugno 2017 mentre il primo trailer esteso viene diffuso il giorno successivo, anche in italiano. Nel settembre 2017 viene pubblicato il secondo trailer.

## Distribuzione
La pellicola è stata distribuita nelle sale cinematografiche statunitensi a partire dal 22 dicembre 2017 e dal 1º gennaio 2018 in Italia.

## Accoglienza

### Incassi
Il film ha incassato 404540171 $ in Nord America e 558002774 $ nel resto del mondo, per un totale di 962544585 $.

### Critica
Dopo le prime proiezioni stampa statunitensi, il film ha ricevuto commenti positivi dai giornalisti del settore. Sul sito Rotten Tomatoes la pellicola ottiene il 77% delle recensioni professionali positive, con un voto medio di 6,1 su 10, basato su 235 critiche; sul sito Metacritic ottiene invece un punteggio di 58 su 100, basato su 44 recensioni.

### Primati
Il film è diventato il più grande incasso al botteghino statunitense della Sony Pictures, prima di venire superato da Spider-Man: No Way Home.

## Riconoscimenti
- 2018 - Saturn Award[18]
  - Candidatura per il miglior film fantasy
- 2018 - MTV Movie & TV Awards[19]
  - Candidatura per la miglior squadra su schermo a Dwayne Johnson, Kevin Hart, Jack Black, Karen Gillan e Nick Jonas
  - Candidatura per la miglior performance comica a Jack Black
- 2018 - Teen Choice Awards[20][21]
  - Miglior attore in un film commedia a Dwayne Johnson
  - Candidatura per il miglior film commedia
  - Candidatura per il miglior attore in un film commedia a Kevin Hart
  - Candidatura per il miglior attore in un film commedia a Jack Black
  - Candidatura per la migliore attrice in un film commedia a Karen Gillan

## Sequel
La Sony Pictures annuncia ufficialmente un sequel del film, con la conferma nei rispettivi ruoli del regista Jake Kasdan e degli sceneggiatori Scott Rosenberg e Jeff Pinkner.
Il 24 aprile 2018 viene fissata la data di uscita del sequel a Natale 2019. A fine giugno 2018 la data di uscita del nuovo capitolo viene fissata al 13 dicembre 2019. Nel gennaio 2019 si uniscono al cast Awkwafina, Danny DeVito e Danny Glover, mentre nel febbraio viene annunciato il ritorno dei quattro giovani protagonisti, interpretati da Ser’Darius Blain, Alex Wolff, Madison Iseman, Morgan Turner e di Nick Jonas.